# Kompositionssatz von Hurwitz
Der Kompositionssatz von Hurwitz oder der Kompositionssatz von quadratischen Formen von Adolf Hurwitz besagt in der Mathematik, dass nur für {\displaystyle n=1,2,4} oder {\displaystyle 8} das Produkt zweier Summen von {\displaystyle n} quadrierten reellen Zahlen in eine Summe von ebenfalls {\displaystyle n} Quadraten von Zahlen zerfallen kann, die Bilinearformen von ersteren sind.
Mit dieser Aussage lässt sich der Quadrate-Satz beweisen.
Aus dem Satz von Hurwitz folgt, dass es nur für {\displaystyle n=1,2,4,8} Kompositionsalgebren gibt, die reellen Zahlen, die komplexen Zahlen, die Quaternionen und Oktonionen. Er fand damit eine neue Charakterisierung der besonderen Stellung dieser Algebren. Dabei sind Kompositionsalgebren Algebren über den reellen Zahlen mit euklidischer Norm (wobei die Algebra als Vektorraum über den reellen Zahlen aufgefasst wird), für die {\displaystyle |x|\cdot |y|=|x\cdot y|} gilt. Beno Eckmann gab 1943 einen gruppentheoretischen Beweis des Kompositionssatzes von Hurwitz.

## Aussage
Nur für {\displaystyle n=1,2,4} oder {\displaystyle 8} kann es Bilinearformen
{\displaystyle z_{i}=\sum _{j,k=1}^{n}\gamma _{ijk}x_{j}y_{k},\quad \gamma _{ijk}\in \mathbb {R} }
für {\displaystyle i=1,\ldots ,n} geben, so dass für alle reellen Zahlen {\displaystyle x_{1},\ldots ,x_{n}}, {\displaystyle y_{1},\ldots ,y_{n}} gilt:
{\displaystyle \left(\sum _{j=1}^{n}x_{j}^{2}\right)\left(\sum _{k=1}^{n}y_{k}^{2}\right)=\sum _{i=1}^{n}z_{i}^{2}}

## Beweisskizze
Der Fall {\displaystyle n=1} erfüllt wegen {\displaystyle a^{2}b^{2}=(ab)^{2}}  die Aussage. Für {\displaystyle n>1} werden die im Satz vorkommenden Gleichungen in Matrizengleichungen überführt. Die Untersuchung der Matrizen zeigt zunächst, dass {\displaystyle n} gerade sein muss. Ferner lassen sich {\displaystyle 2^{n-2}}  linear unabhängige {\displaystyle n\times n} Matrizen finden, von denen es aber nur {\displaystyle n^{2}} gibt. Daher ist {\displaystyle n\leq 8}. Der Fall {\displaystyle n=6} kann ausgeschlossen werden, weil es dann 16 linear unabhängige schiefsymmetrische {\displaystyle 6\times 6} Matrizen geben müsste, was nicht sein kann. Also ist {\displaystyle n=1,2,4} oder {\displaystyle 8}.
| {\displaystyle B_{i}^{\top }=-B_{i}\,,\quad B_{i}B_{i}=-E_{n}\,,\quad B_{i}B_{j}=-(B_{i}B_{j})^{\top }=-B_{j}B_{i}} |  | (*) |
| {\displaystyle B_{i}^{\top }=-B_{i}\,,\quad B_{i}B_{i}=-E_{n}\,,\quad B_{i}B_{j}=-(B_{i}B_{j})^{\top }=-B_{j}B_{i}} |  | (*) |

| {\displaystyle E_{n},\quad B_{i_{1}},\quad B_{i_{1}}B_{i_{2}},\quad B_{i_{1}}B_{i_{2}}B_{i_{3}},\quad \dots ,\quad B_{1}B_{2}\dots B_{n-1}} |  | (Δ) |
| {\displaystyle E_{n},\quad B_{i_{1}},\quad B_{i_{1}}B_{i_{2}},\quad B_{i_{1}}B_{i_{2}}B_{i_{3}},\quad \dots ,\quad B_{1}B_{2}\dots B_{n-1}} |  | (Δ) |

| {\displaystyle E_{n}=cB_{1}B_{2}\dots B_{n-1}} |  | (□) |
| {\displaystyle E_{n}=cB_{1}B_{2}\dots B_{n-1}} |  | (□) |